# Hydroxytyrosol
Hydroxytyrosol ist eine phytochemische Verbindung aus der Familie der Phenolsäuren mit sehr starken antioxidativen Eigenschaften, wie durch den ORAC-Wert (Oxygen Radical Absorbance Capacity) 40.000 µmolTE/g belegt wird. Hydroxytyrosol (HT) gehört zur großen Familie der natürlichen Polyphenole, die aus mehr als 10.000 Molekülspezies besteht und zu der Anthocyane, Flavonoide, Secoiridoide (wie Oleuropein und Ligustrosid), Phenolsäuren (Hydroxytyrosol und Tyrosol), Stilbene, die Ellagitannine des Granatapfels etc. zählen.

## Vorkommen

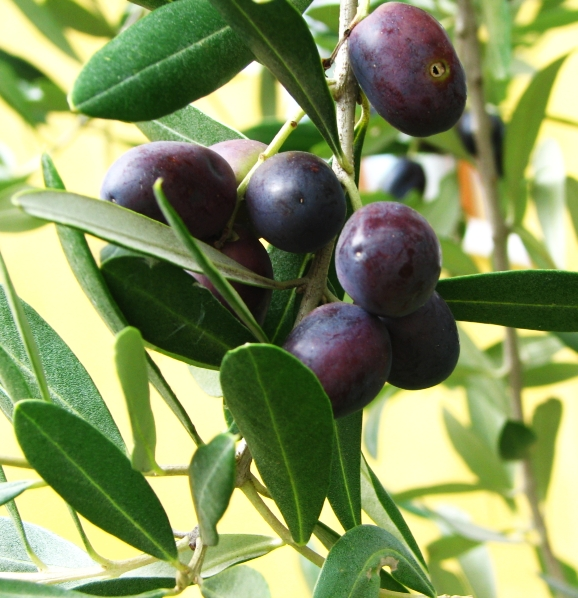
Reife Oliven

Hydroxytyrosol kommt im Fruchtfleisch von Oliven vor und ist folglich auch in der Flüssigkeit enthalten, die während des Pressens der Oliven entsteht (OMW Olive Mill Wastewaters, Abwässer der Olivenölherstellung, auch Vegetationswasser genannt), sowie im nativen Olivenöl, allerdings in weitaus geringerer Konzentration, da Polyphenole generell eher wasser- als öllöslich sind. Während Hydroxytyrosol im Vegetationswasser eine Konzentration von ca. 4–6 g/l aufweisen kann, erreicht es im Olivenöl eine maximale Konzentration von 0,7–0,8 g/l.

## Wirkung
Der polyphenolische Phytokomplex in der Olive und speziell in den Abwässern der Olivenölherstellung, die als landwirtschaftliches Abfallprodukt über die Böden entsorgt werden, enthält zusammen mit Hydroxytyrosol viele Dutzend weitere bioaktive Moleküle, u. a. Cyanidine, Quercetin, Gallsäure, Tyrosol, Oleuropein, Verbascosid, Ligustrosid, Oleocanthal etc. Dieser Zusammenschluss von Polyphenolen zeichnet sich durch eine stärkere biomedizinische Wirkung aus als isoliertes Hydroxytyrosol, da zwischen den verschiedenen Polyphenolen eine synergetische Wechselwirkung entsteht, wie die vorrangig hinsichtlich des nativen Olivenöls und des Vegetationswassers durchgeführten Studien gezeigt haben. Dank einer Studie, die zu einem internationalen Patent führte, wurde es möglich, den polyphenolischen Phytokomplex der Abwässer der Olivenölherstellung zu extrahieren, zu klären, zu konzentrieren und die Polyphenole für die industrielle Produktion verfügbar zu machen.
Polyphenole entstammen dem Sekundärstoffwechsel der Pflanzen und üben hauptsächlich eine Schutzfunktion gegenüber Parasiten und Krankheitserregern aus. Als pflanzliche Abwehrwirkstoffe sind Polyphenole auch in der Lage, der Entwicklung und Fortpflanzung zahlloser Bakterienarten wie Staphylokokken, Escherichia coli und Klebsiella im menschlichen Organismus entgegenzuwirken. Hydroxytyrosol und die anderen natürlichen Polyphenole weisen zahllose biologische Aktivitäten und gesundheitsfördernde Wirkungen bei der Prävention und der Behandlung von alterungsbedingten Pathologien auf und wirkt dem Auftreten von Tumoren und Herz-Kreislauf-Krankheiten entgegen. Die 2016 durchgeführte Studie von Piroddi, Albini et al. zu in der Toskana (Arezzo) aus der Olivensorte Moraiolo extrahiertem Vegetationswasser hat eine antiatherogene Wirkung des polyphenolischen Phytokomplexes gezeigt. In der Studie von T. Rossi, D. Stefano, D. Pizzichini, A. Albini et al. konnten positive Wirkungen der Polyphenole aus Olivenfruchtfleisch hinsichtlich des Wachstums, der Migration und Invasion von in vitro kultivierten Tumorzellen (Enddarmtumorzellen) verzeichnet werden.
Hydroxytyrosol ist dank der Vielzahl der Prozesse, in denen es eine antioxidative Wirkung ausübt, eines der am intensivst untersuchten polyphenolischen Moleküle. Es handelt sich in der Tat um einen kraftvollen Hemmer oxidativer Schäden, die aus der Lipidperoxidation der Zellen hervorgehen, welche als Hauptursache der durch freie Radikale verursachten Schäden gilt. Hydroxytyrosol wurde außerdem mit der Reduzierung von durch oxidativen Stress verursachten Schäden in Verbindung gebracht, auch bei Epithelzellen, Leberzellen und Blutzellen.
Hydroxytyrosol verbessert durch die Hemmung der Thrombozytenaggregation den Blutfluss und hat demnach eine antithrombotische und herzschützende Wirkung. Hydroxytyrosol ist des Weiteren im Gehirn aktiv, wo es die Neuronen vor Oxidation schützt, das Potential der mitochondrialen Membran erhöht und so eine größere Reaktivität der Gehirnzellen bewirkt.
Der Oxidationsprozess ist Ursache einiger Krankheiten des Herz-Kreislauf-Systems und des Stoffwechsels. Insbesondere die Oxidation des LDL-Cholesterins liegt der Bildung atherosklerotischer Plaques zugrunde, welche die Fluiddynamik der Blutgefäße beeinträchtigen und zu schwerwiegenden Risiken und Krankheiten des Herzkreislaufsystems führen. Die Wirksamkeit der im Fruchtfleisch von Oliven und im Olivenöl enthaltenen Polyphenole gegen den Oxidationsprozess des LDL und bei der Verringerung des Risikos kardiovaskulärer Krankheiten wurde bewiesen. Einige dieser Studien (Eurolive) haben die EFSA (Europäische Behörde für Lebensmittelsicherheit) dazu veranlasst festzulegen, dass die Aufnahme einer täglichen Menge von 5 mg Hydroxytyrosol und seiner Derivate aus nativem Olivenöl eine effektive Reduzierung des kardiovaskulären Risikofaktors gewährleistet.